# De Wereld Draait Door

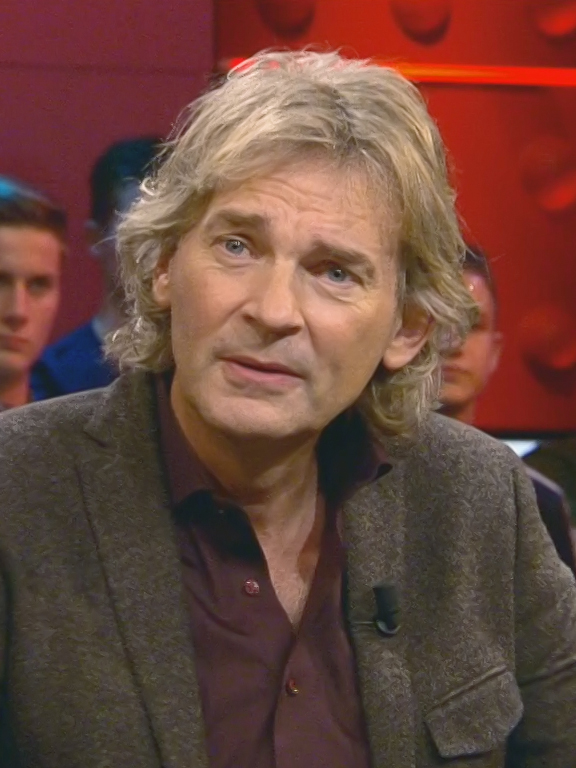
Presentator Matthijs van Nieuwkerk in de studio

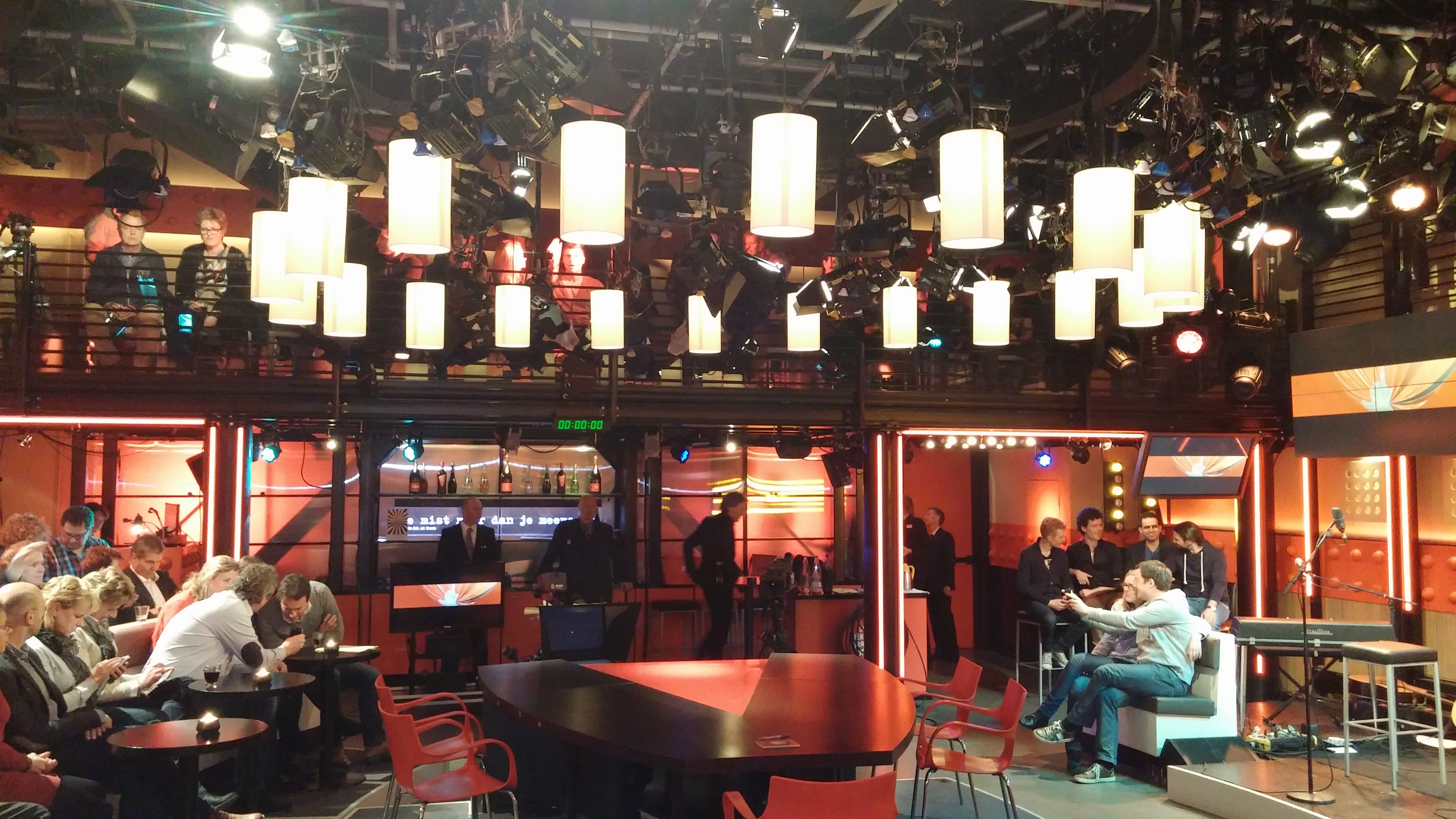
De studio

De Wereld Draait Door (afgekort DWDD) was een Nederlands televisieprogramma dat van 10 oktober 2005 tot en met 27 maart 2020 op werkdagen rechtstreeks werd uitgezonden. DWDD behandelde op luchtige wijze actualiteiten op divers gebied, aangevuld met livemuziek. De meeste afleveringen werden gepresenteerd door Matthijs van Nieuwkerk. In elke uitzending werd een aantal gasten in de studio uitgenodigd die met de presentator (met soms een tafeldame of -heer) aan een tafel zaten en op basis van vraag en antwoord hun verhaal deden. Normaliter was er publiek aanwezig, alleen niet  in de laatste twee weken, wegens verscherpte richtlijnen van de overheid om de coronapandemie een halt toe te roepen.
Het praatprogramma werd voor het eerst uitgezonden door de VARA op Nederland 3. Vanaf 6 januari 2014 was dit te zien op Nederland 1 (vanaf augustus 2014 hernoemd tot NPO 1), onder de vlag van BNNVARA, na een gedeeltelijke fusie van de VARA en BNN. De opnamen van DWDD vonden aanvankelijk plaats in Studio Plantage in Amsterdam, per tv-seizoen 2010/2011 in studio Zuiveringshal Oost op het Cultuurpark Westergasfabriek in Amsterdam. 

## Geschiedenis
De eerste uitzending van DWDD was op 10 oktober 2005 vanuit Studio Plantage in Amsterdam. Tot zomer 2010 werd het programma daar opgenomen, waarna het verhuisde naar de Westergasfabriek. Het programma werd in het begin afwisselend gepresenteerd door Francisco van Jole en Matthijs van Nieuwkerk. De eindredactie was in handen van Ewart van der Horst. Eind december 2005 trok Van Jole zich terug. Van Nieuwkerk presenteerde alle uitzendingen, tot Claudia de Breij in januari 2006 de maandaguitzendingen overnam. Dit was omdat Van Nieuwkerk na de livepresentatie van De Wereld Draait Door meteen naar een andere studio moest, voor het liveprogramma Holland Sport. Begin 2008 verliet De Breij het presentatieteam. Zij werd op maandag tijdelijk vervangen door Van Nieuwkerk. De maandaguitzendingen werden in februari overgenomen door Menno Bentveld en Joost Karhof. Bij afwezigheid van de vaste presentatoren werden zij vervangen door Astrid Joosten, later soms door Isolde Hallensleben (van het programmaonderdeel De Jakhalzen). Na een aantal seizoenen werd aan het presentatieteam een zogenaamde tafeldame of tafelheer toegevoegd, iemand die een min of meer een bekende Nederlander was en regelmatig terugkeerde. Van deze persoon werd verwacht dat hij/zij sporadisch reageerde met een pakkende vraag of snedig, kort commentaar.
Na enige opstartproblemen wist De Wereld Draait Door in 2006 dagelijks meer dan een half miljoen kijkers te trekken. Daarmee was DWDD een van de populairste programma's van de zender Nederland 3. Tot de zomerstop in mei 2006 werd op werkdagen om 19.00 uur uitgezonden. Toen in september 2006 de programmering van de Publieke Omroep werd omgegooid, werd het programma verplaatst naar 19.30 uur. De lengte ervan (54 minuten) bleef wel gelijk. Het aantal kijkers steeg in het tweede seizoen tot gemiddeld 800.000 per aflevering. Ook in het derde seizoen bleef het aantal kijkers vrij stabiel, toen met circa een miljoen per aflevering (inclusief de herhaling op de late avond).
Op dagen dat Champions League-voetbal vanaf 20.45 uur werd uitgezonden, duurde het programma 40 minuten. Met ingang van het tweede seizoen werd er op zondagavond een compilatie uitgezonden met de hoogtepunten van de afgelopen week. Met ingang van het seizoen 2010–2011 was de samenvatting zaterdags omstreeks 20.00 uur te zien.
Op 17 mei 2011 was de 1000e uitzending van De Wereld Draait Door. Deze was een eerbetoon aan Willem Duys, die ondanks zijn broze gezondheid aanwezig was in de studio. Mies Bouwman was in deze speciale uitzending de tafeldame. Naast Bouwman spraken onder anderen Fred Oster, Martine Bijl, Lee Towers, Bob Rooyens, Aleid Rensen, Tonny Eyk en Bert van der Veer over de hoogtepunten van Duys en wat hij voor hen persoonlijk heeft betekend.
Sinds 6 januari 2014 was De Wereld Draait Door te zien op NPO 1 (tot 19 augustus 2014 Nederland 1 geheten), niet gestoord door voetbalwedstrijden. De uitzending werd vervroegd naar 19.00 uur, het tijdstip waarop voorheen het woordspelletje Lingo werd uitgezonden. De herhaling rond middernacht werd nog wel op NPO 3 uitgezonden.
De Wereld Draait Door is het praatprogramma met de meeste afleveringen in de Nederlandse televisiegeschiedenis. Op 10 oktober 2015 vierde het zijn 10e verjaardag met een jubileumuitzending, getiteld Tot zover! 10 jaar DWDD, waarin werd teruggeblikt in een uitvergroot decor (vanuit Studio 22), met alle huisbands (behalve Chef'Special), comedians, tafeldames en -heren en veel vaste gasten. De 2000e uitzending was op 28 maart 2017.
Op 12 februari 2020 maakte Van Nieuwkerk publiek dat hij na vijftien seizoenen ging stoppen met het presenteren van het programma. De laatste aflevering was op 27 maart 2020.
Vanwege de uitbraak van het coronavirus, aanvang 2020 in Nederland, mochten er van regeringswege geen bijeenkomsten meer plaatsvinden waarbij meer dan honderd mensen aanwezig waren. Daarop werd besloten om de DWDD-afleveringen zonder publiek uit te zenden. De eerste zonder publiek was op 12 maart. In de laatste twee weken van het programma regeerde het coronavirus het nieuws. Het programma moest geregeld later starten, in verband met verschillende persconferenties, de speech van minister-president Mark Rutte op 16 maart en de speech van koning Willem-Alexander, vier dagen later. De kijkcijfers na afloop van deze persconferenties en speeches waren zeer hoog in vergelijking tot andere afleveringen, variërend tussen 3.423.000 en 4.561.000 kijkers.

## Prijzen
In 2006 kreeg het programma een eervolle vermelding van de Stichting Nipkow. In 2007 won het programma de Gouden Televizier-Ring. Zowel in 2010 als in 2011 ontving het programma, als meestbekeken programma op BVN in het voorgaande jaar, de BVN-trofee, in 2011 tevens de Zilveren Nipkowschijf.

## Onderdelen

### Tafelgast
Bij elke aflevering was er een tafelgast (ook 'tafelheer' of 'tafeldame') aanwezig. Dit was een gast die gedurende het hele programma aan tafel bleef en deelnam aan de verschillende discussies. Regelmatig terugkerende tafelgasten waren onder meer:
| - Stephanie Afrifa - Özcan Akyol - Akwasi - Ali B - Giel Beelen - Dieuwertje Blok - Arie Boomsma - Hugo Borst - Claudia de Breij - Martin Bril - Wilfred de Bruijn - Erik Dijkstra - Adriaan van Dis - André van Duin - Candy Dulfer - Fidan Ekiz - Beau van Erven Dorens - Tom Egbers - Johan Fretz - Tygo Gernandt - Hanneke Groenteman - Evi Hanssen - Hélène Hendriks - Rosanne Hertzberger - Sophie Hilbrand - Myrthe Hilkens - Tim Hofman - Marc-Marie Huijbregts - Pieter van den Hoogenband | - Yvon Jaspers - Nynke de Jong - Jort Kelder - Martin Koolhoven - Paul de Leeuw - Theo Maassen - Jan Mulder - Leona Philippo - Koos Postema - Prem Radhakishun - Halina Reijn - Maarten van Rossem - Antoinnette Scheulderman - Roos Schlikker - Liesbeth Staats - Dionne Stax - Sylvana Simons - Jamie Trenité - Willemijn Veenhoven - Georgina Verbaan - Gerdi Verbeet - Jan Versteegh - Erben Wennemars - Filemon Wesselink - Tex de Wit - Valerio Zeno - Nadia Zerouali |

Martin Bril overleed op 22 april 2009 op 49-jarige leeftijd. Zijn laatste optreden in De Wereld Draait Door was op 12 februari 2009. De uitzending van 23 april stond geheel in het teken van de overleden schrijver.
De tafelgast was doorgaans een bekende Nederlander en soms een bekende Vlaming. Een voorbeeld van een tafelgast die (sinds april 2013) regelmatig aanwezig was, maar voordien niet bekend, is Wilfred de Bruijn, slachtoffer van antihomoseksueel geweld.

### Vaste onderdelen

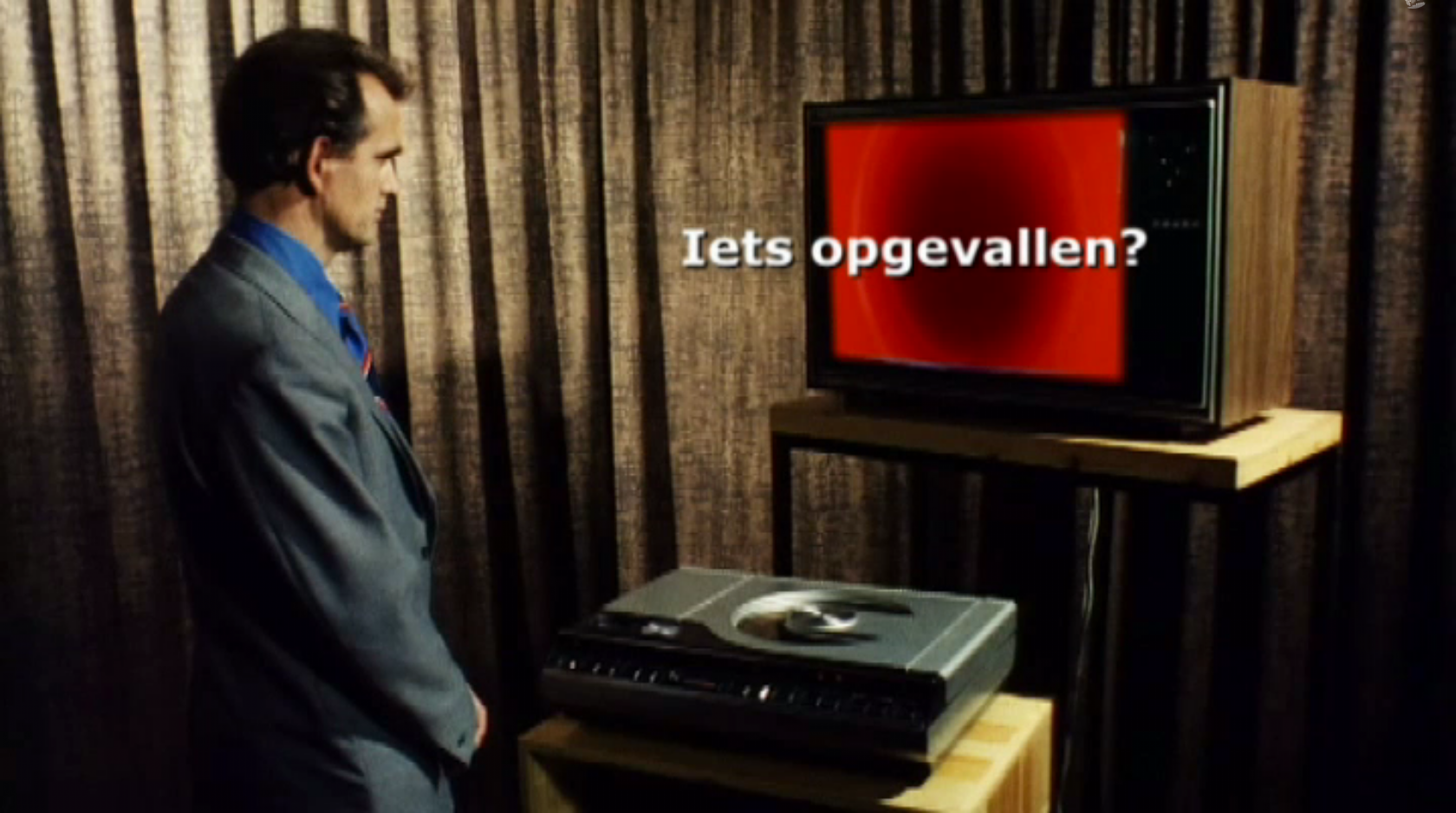
De rubriek De tv draait door eindigt met een oproep aan de kijkers om opvallende fragmenten in te zenden.

- Elke uitzending interviewde Van Nieuwkerk drie gasten, die die dag of die week in het nieuws waren. De gesprekken duurden ongeveer tien minuten en werden afgewisseld met muziek, een korte reportage of een filmpje.
- De tv draait door; opvallende televisiefragmenten, een historisch fragment, bloopers en dergelijke. Van deze rubriek werd jaarlijks op Oudejaarsavond een oudejaarsspecial uitgezonden onder dezelfde titel.
- Dit werd gevolgd door live muzikaal intermezzo van ongeveer één minuut, door dagelijks een andere artiest of band.
- LuckyTV; een kort, satirisch filmpje aan het einde van het programma met lichtvoetig commentaar op de actualiteit.
- Elke woensdag was huisdichter Nico Dijkshoorn aanwezig om ter plekke een aantal gedichten te schrijven over behandelde onderwerpen en deze voor te dragen.
- DWDD in soundbites op vrijdag; een kort filmpje met aan elkaar (en naast elkaar)  gemonteerde, korte fragmenten uit DWDD van die afgelopen week.
- Eveneens op elke vrijdag (vanaf begin 2011) werd de week afgesloten door een stand-upcomedian die terugkeek op de voorbije week. Dit werd in 2011 afwisselend verzorgd door Martijn Koning en Pieter Derks, vanaf 2012 tot 2014 alleen nog door Derks. Peter Pannekoek deed dit in 2015 en 2016. In september 2016 werd de week afgesloten door Soundos El Ahmadi. Zij stopte na enkele weken en werd opgevolgd door De Partizanen (Thomas Gast en Merijn Scholten).
- Op de laatste vrijdag van de maand werd de afgelopen televisiemaand besproken met een panel bekende Nederlanders. Hierbij waren schrijver Joost Zwagerman en Marc-Marie Huijbregts vaste gasten. De begeleiding werd op die avonden verzorgd door een huismuzikant of huisband. In het tweede seizoen was dit pianist Roel van Velzen, tijdens het derde seizoen de band Moke en in het vierde seizoen Lucky Fonz III. Tijdens seizoen vijf was dit Rigby, gedurende het zesde seizoen Go Back to the Zoo, in het zevende seizoen Chef'Special en in het achtste seizoen The Kik. Tijdens het negende seizoen volgden de tweelingbroers Tangarine en tijdens het tiende seizoen Typhoon met zijn band, waaronder Seven League Beats.[10] In het elfde seizoen werd de band rond Lucas Hamming de huisband.[11]  Het twaalfde seizoen heeft Roxeanne Hazes en haar band als huisband. In het dertiende seizoen Racoon.
- Eveneens op het einde van de maand gaf Jan Mulder zijn vijf ergernissen van de maand.
- Yung DWDD was een rubriek voor jongeren, vrij geïnterpreteerd en ingevuld door tv-makers Emma Wortelboer en Sahil Amar Aissa. Hierin behandelde dit duo items die vaak gelinkt waren aan de actualiteit, allemaal met een eigen twist. Beiden werden in het vijftiende en laatste seizoen versterkt met drie nieuwe presentatoren: Arda Kaya (hij was begonnen als redacteur bij de BNNVARA Academy), samen met Eva Eikhout en Fatima Warsame.

#### De Jakhalzen

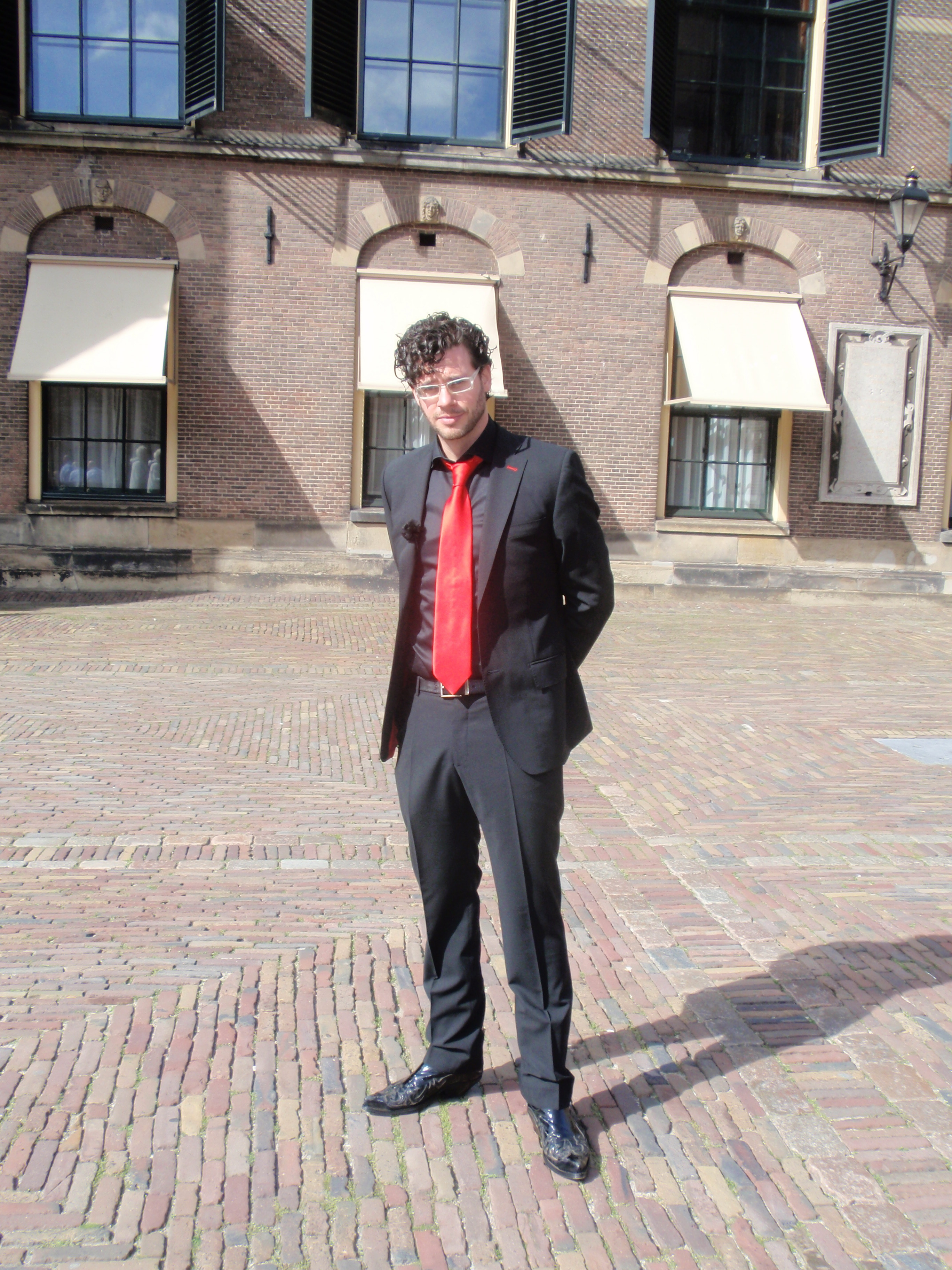
Jakhals Erik op het Binnenhof tijdens de formatie

De Jakhalzen was een (dagelijkse) rubriek in de reguliere uitzendingen van DWDD. In de uitzendingen die, in verband met voetbal, korter duurden, ontbrak deze rubriek. De rubriek was een onderdeel van het programma sinds de start op 10 oktober 2005 en werd toen gepresenteerd door Frank Evenblij en Isolde Hallensleben. De Jakhalzen, mannen en vrouwen in de rol van brutale reporter, kleedden zich in zwart broekpak met rode stopdas en scheurden in een auto in dezelfde kleuren door het land. De onderwerpen op locatie varieerden van lichtvoetige interviews rond actualiteiten tot satire. Op de vrijdag was er in plaats van De Jakhalzen het onderdeel Je mist meer dan je ziet. In november 2014 werd bekend dat de rubriek was gestopt.
Reporters van De Jakhalzen:
- Erik Dijkstra (2009-2014)
- Frank Evenblij (oer-Jakhals; bracht als Jakhals geregeld een ontbijtje aan een BN'er, 2006-2011)
- Janine Abbring (10 uitzendingen, 2010/2011)
- Willem Uylenbroek
- Sofie van den Enk (televisieseizoen 2007/2008)
- Isolde Hallensleben (2006-2010)
- Leon Ivangorodsky
- Ersin Kiris
- Matthijs Kleyn
- Gideon Levy
- Sjoerd van Oortmerssen
- Maarten Remmers
- Bahram Sadeghi
- Jelte Sondij
- Annechien Steenhuizen
- Lauren Verster

### Terugkerende gasten en onderdelen
- Bij politiek nieuws waren Felix Rottenberg, Frénk van der Linden, Jack de Vries, Sheila Sitalsing, Prem Radhakishun en Maurice de Hond vaak te gast.
- Bij economisch nieuws Barbara Baarsma, Mathijs Bouman en Marike Stellinga.
- Alexander Klöpping bracht af en toe nieuws over technologische snufjes.
- Diederik Jekel legde ingewikkelde wetenschappelijke nieuwsitems begrijpelijk uit, met simpele analogieën en experimenten in de studio.
- Freek Vonk, de slangenman, nam een dier mee naar de studio.
- One minute opera; naar aanleiding van een historische gebeurtenis werd door een Nederlandse schrijver een libretto (operatekst) geschreven, dat door Nederlandse musici wordt uitgevoerd. Zo werd bijvoorbeeld na de val van Mubarak in één dag zo'n opera geschreven (Hafid Bouazza), gecomponeerd (Bob Zimmerman) en in DWDD opgevoerd (Nederlands Kamerkoor, dirigent Risto Joost en bariton Frans Fiselier).
- Hans Aarsman analyseerde op diepgravende wijze persfoto's.
- Robert Kranenborg bereidde met steeds een andere collega chef-kok een klassiek gerecht dat in de vergetelheid dreigt te raken.
- Dominee Gremdaat was regelmatig te gast om zijn visie op de actualiteit te geven.
- Sterrenkundige Govert Schilling en neuropsycholoog Erik Scherder schoven weleens aan.
- Dagan Cohen van Upload Cinema toonde en besprak internetvideo's.
- Het boek van de maand (sinds seizoen 2012–2013); elke maand kozen vier boekhandelaren hun persoonlijke boek van de maand.
- Maandelijks een chanson-college door Bart Van Loo.
- Guilty pleasures; een zanger(es) voerde een compositie uit waarvan hij of zij eigenlijk niet wilde toegeven die mooi te vinden (seizoen 2013–2014)

### Voormalige onderdelen
- Op maandag was er tot 2010 contact met de studio waar aansluitend op de uitzending Holland Sport werd uitgezonden en werd er door Matthijs van Nieuwkerk en Wilfried de Jong een toelichting op die uitzending gegeven.
- Café de Wereld (vroeger een onderdeel van Vara Laat en Vara Live), een animatie waarin prominente Nederlanders worden gepersifleerd. Daar spelen onderen anderen in mee: Piet Römer (als caféhouder Jurriaan de Cock), Johan Cruijff, Louis van Gaal, Jan Peter Balkenende, koningin Beatrix, prinses Maxima, Frans Bauer, Gerard Joling, Wouter Bos, Beau van Erven Dorens, Georgina Verbaan en Joop van den Ende.
- Een conference van Erik van Muiswinkel.
- Robbert Dijkgraaf kwam met jonge wetenschappers vertellen over hun onderzoek.
- De Stoel van Steinz, die bewijst dat het heden nooit alleen staat. Dit was een af en toe terugkerend onderdeel in het programma vanaf het seizoen 2008–2009, waarin een gast de actualiteit koppelde aan belangrijke gebeurtenissen in de geschiedenis of werken in de kunst en de literatuur. Degene die erop plaatsnam, lichtte zijn/haar keuze toe en kon daar over in discussie gaan. De Stoel van Steinz is vernoemd naar NRC Handelsblad-journalist Pieter Steinz, die in het eerdergenoemde dagblad tevens columns met dezelfde opzet schrijft. Hierdoor werd de redactie van De Wereld Draait Door geïnspireerd om een dergelijk onderdeel in het tv-programma te doen verschijnen. In de eerste uitzendingen waarin ervan gebruik werd gemaakt zaten onder anderen Steinz zelf, kunsthistoricus Henk van Os, auteur Auke Kok, tv-criticus Hans Beerekamp, sterrenkundige Vincent Icke, bariton Ernst Daniël Smid en journalist Constant Meijers op de Stoel van Steinz.
- Fokke & Sukke Vanaf 8 oktober 2007 tot 2011 een dagelijks filmpje waarin een humoristische tekening met Fokke & Sukke werd gemaakt.
- Downistie, een soapserie gespeeld door acteurs met het syndroom van Down (seizoen 2010–2011).
- Trending topic (in 2011); wat op Twitter veelbesproken is, wordt met (bewerkte) film- en/of televisiefragmenten geïllustreerd.
- Een terugkerend onderdeel vanaf 9 januari 2012 was "The wonderful world". Hierbij wordt stilgestaan bij de voorspellingen, op basis van de Mayakalender, dat er op 21 december 2012 een tijdperk ten einde zal lopen of de wereld ten einde zal komen. Verschillende gasten gaven in de loop van 2012 antwoord op de vraag: stel dat de wereld vergaat, wat moeten we dan dit jaar in ieder geval nog doen?
- DWDD Recordings (geïnspireerd door de American Recordings van Johnny Cash), waarin twee muzikanten een cover brachten met een minimum aan muzikale begeleiding. Aan dit onderdeel werkten onder anderen mee: Bennie Jolink, Waylon, Roosbeef, Anita Meyer, George Baker, Piet Veerman, Thé Lau, Jan Smit en Stevie Ann. Op 14 december 2011 kreeg Matthijs van Nieuwkerk een gouden plaat uitgereikt voor de cd "De Wereld Draait Door Recordings".
- De ideale muziekavond (seizoen 2012–2013); mensen uit de muziekwereld kiezen hun favoriete muzieknummers.
- Changes (seizoen 2012–2013): een muzikant of groep covert een muzieknummer op geheel eigen wijze.
- De Natuur Draait Door (seizoen 2012–2013); seizoensbeelden uit de natuur met commentaar van natuurkenners, waaronder Arjan Postma.
- De maandelijkse taalrubriek van Arjen Lubach en Paulien Cornelisse
- Vanaf 2011 tot zijn overlijden, maandelijks een kunstcollege door Joost Zwagerman.
- In het 12e seizoen stond schrijver en dichter Willem Wilmink centraal.

## Lijst van tien best bekeken uitzendingen
| Nr. | Datum           | Voornaamste onderwerp*   | Gasten | Kijkcijfer | Marktaandeel |
| --- | --------------- | ------------------------ | --- | ---------- | ------------ |
| 1   | 23 maart 2020   | Coronapandemie           | Geert Mak, Willeke Alberti, Waylon, Wibi Soerjadi, Joost Prinsen, Jeroen Dijsselbloem (tafelheer)                                                                         | 4.561.000  | 54,6%        |
| 2   | 16 maart 2020   | Coronapandemie           | Felix Rottenberg, Rutger Bregman, Barbara Baarsma, Özcan Akyol (tafelheer)                                                                                                | 3.891.000  | 49,5%        |
| 3   | 20 maart 2020   | Coronapandemie           | Paul Witteman, Beatrice de Graaf, Rutger Bregman, Marcel Veenendaal, André van Duin, Nikkie de Jager, Marc-Marie Huijbregts (tafelheer)                                   | 3.423.000  | 46,4%        |
| 4   | 27 maart 2020   | Laatste uitzending       | Marc-Marie Huijbregts (tafelheer), Michelle David, Ilse DeLange, Henny Vrienten                                                                                           | 3.150.000  | 48,2%        |
| 5   | 19 maart 2020   | Coronapandemie           | Tim Fransen, Ivo van Hove, Beau van Erven Dorens, Ruben Hein, Michel van der Aa, Ilja Leonard Pfeijffer, Tania Kross, Dudok Quartet Amsterdam, Simone Weimans (tafeldame) | 2.209.000  | 35,4%        |
| 6   | 17 maart 2020   | Coronapandemie           | Paul Haenen, Jeroen Krabbé, Tim Knol, Wende Snijders, Roos Moggré (tafeldame)                                                                                             | 2.151.000  | 35,4%        |
| 7   | 23 maart 2015   | Diversen                 | Boeren nieuw seizoen 'Boer zoekt Vrouw', Yvon Jaspers, Arjen Lubach en Marc-Marie Huijbregts (tafelheer)                                                                  | 2.041.000  | 34,8%        |
| 8   | 20 januari 2017 | Inauguratie Donald Trump | Peter Vandermeersch, Jeroen Wollaars, Fidan Ekiz, Eelco Bosch van Rosenthal, Barbara Baarsma, Marc-Marie Huijbregts (tafelheer)                                           | 2.016.000  | 36,6%        |
| 9   | 9 november 2016 | Overwinning Donald Trump | Lodewijk Asscher, Eelco Bosch van Rosenthal, Barbara Baarsma, Bas Heijne, Mathijs Bouman, Adriaan van Dis (tafelheer)                                                     | 1.998.000  | 34,5%        |
| 10  | 8 januari 2014  | Diversen                 | Jet Bussemaker, Alexander Klöpping, Nick & Simon, Arjen Lubach, Paulien Cornelisse, Dionne Stax (tafeldame)                                                               | 1.782.000  | 28,6%        |

* meer dan de helft van de uitzending beslaat dit onderwerp.

## Zomervarianten

### 2007
In de zomer van 2007 waren er twee zomerse varianten met dezelfde redactie als DWDD. Het dagelijkse programma heette Wat heet! (presentatie onder anderen Jakhals Isolde Hallensleben). Iedere dag was er een andere presentator. Dit programma was echter niet zo'n succes en keerde na 6 juli niet meer terug. Hierna kwam op het tijdslot van DWDD het Tourjournaal. Na de tour kwam Wat nu?! (wederom gepresenteerd door Hallensleben afwisselend met Leon Verdonschot). Ook was er in juni zes weken lang een zaterdagavondprogramma met Matthijs van Nieuwkerk en Marc-Marie Huijbregts dat De zomer draait door heette. Dit programma leek op de vrijdageditie van DWDD. Ook Erik van Muiswinkel leverde bijdragen aan dit programma in de vorm van satirische columns.

### 2009
In 2009 keerde De zomer draait door terug. De opzet was gelijk aan die van DWDD, alleen werd het programma door twee presentatoren gepresenteerd en was er geen sidekick. De presentatie werd verzorgd door Froukje Jansen en afwisselend Art Rooijakkers of Waldemar Torenstra.

## Spin-offs

### DWDD University
In DWDD University gaf een bekende Nederlander een lezing over een wetenschappelijk of artistiek onderwerp. De gastspreker werd hierbij geassisteerd door Van Nieuwkerk. Het programma werd incidenteel uitgezonden. De eerste uitzending was in de reguliere zendtijd van De Wereld Draait Door (op Hemelvaartsdag), de tweede keer aansluitend op het reguliere programma.
| Datum            | Spreker                              | Onderwerp                                                                                     | Locatie             | Kijkcijfers |
| ---------------- | ------------------------------------ | --------------------------------------------------------------------------------------------- | ------------------- | ----------- |
| 17 mei 2012      | Robbert Dijkgraaf                    | De oerknal                                                                                    | Ronde Lutherse Kerk | 991.000     |
| 16 november 2012 | Robbert Dijkgraaf                    | Het allerkleinste (microkosmos)                                                               | Gashouder           | 1.056.000   |
| 26 april 2013    | Alexander Klöpping                   | De Wereld van Klöpping 1.0 (het verleden van Silicon Valley)                                  | MC Theater          | 586.000     |
| 3 mei 2013       | Alexander Klöpping                   | De Wereld van Klöpping 2.0 (het heden van Silicon Valley)                                     | MC Theater          | 466.000     |
| 10 mei 2013      | Alexander Klöpping                   | De Wereld van Klöpping 3.0 (de toekomst van Silicon Valley)                                   | MC Theater          | 536.000     |
| 29 november 2013 | Robbert Dijkgraaf                    | Einstein                                                                                      | Gashouder           | 859.000     |
| 13 december 2013 | Robert Kranenborg                    | De koe                                                                                        | Gashouder           | 725.000     |
| 28 november 2014 | Robbert Dijkgraaf                    | Oneindig                                                                                      | Gashouder           | 1.104.000   |
| 12 december 2014 | Freek Vonk                           | Gif                                                                                           | Gashouder           | 1.462.000   |
| 30 april 2015    | Erik Scherder                        | Het brein (deel 1): De Aanknop                                                                | Podium Mozaïek      | 1.515.000   |
| 7 mei 2015       | Erik Scherder                        | Het brein (deel 2): Bloedstollend                                                             | Podium Mozaïek      | 1.267.000   |
| 14 mei 2015      | Erik Scherder                        | Het brein (deel 3): Het Geheugen                                                              | Podium Mozaïek      | 1.326.000   |
| 28 mei 2015      | Twan Huys                            | DWDD Summerschool: Bill en Hillary Clinton                                                    |                     | 858.000     |
| 4 juni 2015      | Gijs Scholten van Aschat             | DWDD Summerschool: Shakespeare                                                                |                     | 645.000     |
| 11 juni 2015     | Claudia de Breij                     | DWDD Summerschool: Het Nederlandse lied                                                       |                     | 925.000     |
| 18 juni 2015     | Wim Pijbes                           | DWDD Summerschool: Het Rijksmuseum                                                            |                     | 998.000     |
| 25 juni 2015     | Mart Smeets                          | DWDD Summerschool: Amerikaanse grote vier: honkbal, ijshockey, basketbal en American football |                     | 719.000     |
| 2 juli 2015      | Wilfried de Jong & Michel van Egmond | DWDD Summerschool: Miles Davis                                                                |                     | 386.000     |
| 27 november 2015 | Robbert Dijkgraaf                    | Zwarte gaten                                                                                  | Gashouder           | 1.212.000   |
| 12 maart 2016    | Beatrice de Graaf                    | Terrorisme                                                                                    |                     | 1.216.000   |
| 24 juni 2016     | Taco Dibbits                         | DWDD Summerschool: De Jonge Rembrandt                                                         |                     | 834.000     |
| 14 juli 2016     | Paulien Cornelisse                   | DWDD Summerschool: Aap, noot, fout                                                            |                     | 1.629.000   |
| 21 juli 2016     | The Common Linnets                   | DWDD Summerschool: Americana                                                                  |                     | 970.000     |
| 28 juli 2016     | Wouter Bos                           | DWDD Summerschool: I have a Dream                                                             |                     | 702.000     |
| 4 augustus 2016  | Jeroen Wollaars                      | DWDD Summerschool: Wir schaffen das                                                           |                     | 777.000     |
| 2 december 2016  | Robbert Dijkgraaf                    | Licht                                                                                         | Gashouder           | 1.313.000   |
| 9 december 2016  | Freek Vonk                           | Evolutie                                                                                      | Gashouder           | 1.089.000   |
| 25 mei 2017      | Beatrice de Graaf                    | Spionage                                                                                      | Podium Mozaïek      | 883.000     |
| 24 november 2017 | Robbert Dijkgraaf                    | Symmetrie                                                                                     | Gashouder           |             |
| 1 december 2017  | Freek Vonk                           | Superzintuigen                                                                                | Gashouder           | 918.000     |
| 2 januari 2019   | Robbert Dijkgraaf                    | De Toekomst (deel 1): Het leven                                                               | Gashouder           | 1.150.000   |
| 9 januari 2019   | Robbert Dijkgraaf                    | De Toekomst (deel 2): Technologie                                                             | Gashouder           |             |
| 16 januari 2019  | Robbert Dijkgraaf                    | De Toekomst (deel 3): Informatie                                                              | Gashouder           |             |
| 13 juni 2019     | Bart Van Loo                         | DWDD Summerschool: Leven als een Bourgondiër                                                  |                     |             |
| 20 juni 2019     | Waylon                               | DWDD Summerschool: Outlaw country legends                                                     |                     |             |
| 27 juni 2019     | Femke van der Laan                   | DWDD Summerschool: Pleidooi voor verdriet                                                     |                     |             |
| 4 juli 2019      | Diederik van Vleuten                 | DWDD Summerschool: De reis van de Endeavour                                                   |                     |             |
| 23 december 2019 | Robbert Dijkgraaf                    | Het jaaroverzicht met Robbert Dijkgraaf                                                       |                     |             |

### De Wereld Leert Door

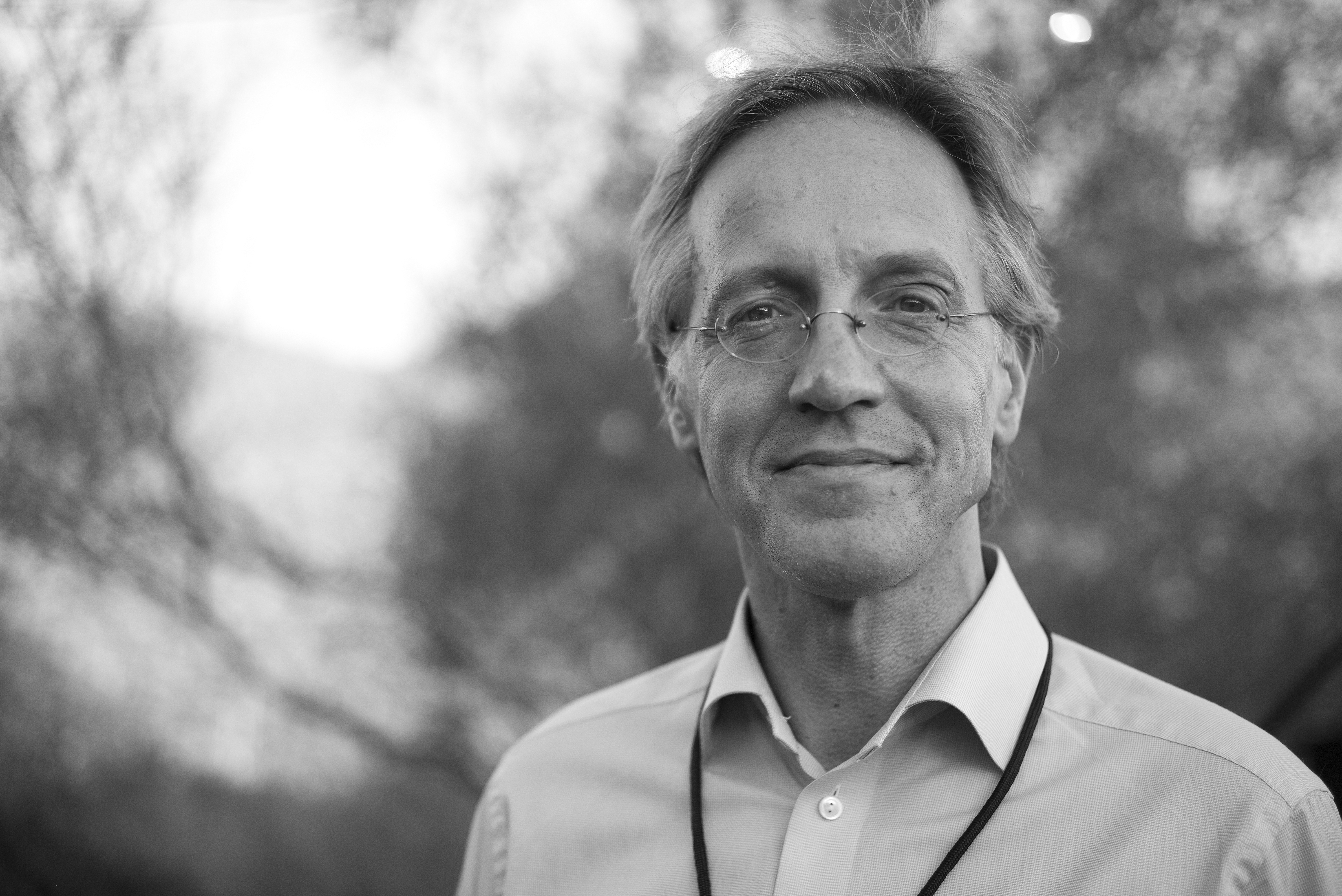
Robbert Dijkgraaf

De Wereld Leert Door was een televisieprogramma, uitgezonden elke werkdag om 22.30 uur op Nederland 3 tussen 14 januari 2013 en 29 maart 2013, waarin dagelijks twaalf minuten lang een wetenschapper over zijn of haar onderzoek geïnterviewd door afwisselend wetenschapsjournalist Diederik Jekel en Isolde Hallensleben; Matthijs van Nieuwkerk presenteerde in het begin van de serie ook een paar afleveringen. Elke aflevering werd afgesloten met "de Dijkvraag" (vernoemd naar Robbert Dijkgraaf, oud-voorzitter van de KNAW); een boodschap van de wetenschapper, in de vorm van een tweet, symbolisch bedoeld voor "de kosmos".

### DWDD Magazine
Op 25 maart 2013 presenteerde Van Nieuwkerk een digitaal magazine, genaamd DWDD Magazine. Dit dagelijks digitale magazine werd voor (rond 18.30 uur), tijdens en na de uitzending (rond 21.30 uur) geüpdatet. Te zien waren onder andere extra liveoptredens van muziekartiesten, backstage-beelden en extra beeldmateriaal dat niet is uitgezonden tijdens de reguliere uitzending. Het magazine was te bekijken op pc's en tablets.

### De Wereld Draait Buiten
Op 7 juli 2013 presenteerde De Wereld Draait Door in samenwerking met Mojo Concerts het eendaagse festival De Wereld Draait Buiten. Op het festival traden bands en artiesten uit binnen- en buitenland op. De acts waren zowel reeds gevestigde artiesten als aanstormend talent. Naast muziek deden ook personen aan het festival mee die regelmatig te gast waren in De Wereld Draait Door, zoals Jan Mulder, Nico Dijkshoorn, Prem Radhakishun en Pieter Derks. Op 6 juli 2014 werd dit eendaagse festival voor de tweede keer gehouden, in de tuin van de studio op het terrein van de Westergasfabriek, waar De Wereld Draait Door werd opgenomen.

### Troost TV
In verband met de coronapandemie in maart 2020 werd onder de titel Paul Haenen en DWDD presenteren Troost TV de dagelijkse herhaling laat op de avond van De Wereld Draait Door vervangen door herhalingen van programma's uit het verleden van de Nederlandse televisie, zoals Love Letters van Linda de Mol en Villa Felderhof met presentator Rik Felderhof en gasten Majoor Bosshardt en Herman Brood. De eerste aflevering trok 197.000 kijkers.